# Società Sportiva Pro Italia 1925-1926
Questa pagina raccoglie i dati riguardanti la Società Sportiva Pro Italia nelle competizioni ufficiali della stagione 1925-1926.

## Rosa
| N. |                   | Ruolo | Calciatore           |
| -- | ----------------- | ----- | -------------------- |
|    | Italia (bandiera) | C     | Ascanelli III        |
|    | Italia (bandiera) | A     | Bertucci             |
|    | Italia (bandiera) | A     | Candela              |
|    | Italia (bandiera) | C     | Letterio Catapano    |
|    | Italia (bandiera) | A     | Cosimo Cazzato       |
|    | Italia (bandiera) | A     | Chirulli             |
|    | Italia (bandiera) | A     | Cinto                |
|    | Italia (bandiera) | A     | Costagliola          |
|    | Italia (bandiera) | A     | De Pasquale I        |
|    | Italia (bandiera) | D     | Carlo Di Donna       |
|    | Italia (bandiera) | C     | Friuli I             |
|    | Italia (bandiera) | C     | Giuseppe Friuli (II) |
|    | Italia (bandiera) | A     | Gurattini            |

| N. |                   | Ruolo | Calciatore         |
| -- | ----------------- | ----- | ------------------ |
|    | Italia (bandiera) | C     | Longhi             |
|    | Italia (bandiera) | A     | Maggiani           |
|    | Italia (bandiera) | D     | Manganello         |
|    | Italia (bandiera) | A     | Minieri            |
|    | Italia (bandiera) | A     | Mongelli           |
|    | Italia (bandiera) | A     | Muzzio             |
|    | Italia (bandiera) | A     | Luigi Palmisano    |
|    | Italia (bandiera) | P     | Guglielmo Pieri    |
|    | Italia (bandiera) | A     | Pignatelli         |
|    | Italia (bandiera) | C     | Rambaldo           |
|    | Italia (bandiera) | A     | Scrimi             |
|    | Italia (bandiera) | P     | Soliuti            |
|    | Italia (bandiera) | A     | D'Ippolito Tommaso |

## Risultati

### Prima Divisione

#### Girone pugliese

##### Girone di andata
| Arbitro: | Fornarelli (Bari) |

|  |           |                    |
|  | Marcatori | 30’, 49’ Palmisano |

| Arbitro: | Battucci (Ancona) |

|                                 |           |                   |
| Mazzucca 51’ (rig.) Ranieri 75’ | Marcatori | 8’, 44’ Palmisano |

| Arbitro: | Fornarelli (Bari) |

|                            |           |  |
| Palmisano 20’ Bertucci 30’ | Marcatori |  |

| Arbitro: | Torro (Taranto) |

|                             |           |  |
| De Pasquale 7’ Bertucci 11’ | Marcatori |  |

##### Girone di ritorno
| Arbitro: | Reichlin (Napoli) |

|                              |           |           |
| Mongelli 10’ De Pasquale 65’ | Marcatori | 20’ Gallo |

| Arbitro: | Esposito (Napoli) |

|              |           |            |
| Bertucci 81’ | Marcatori | 5’ Maselli |

| Foggia 31 gennaio 1926 9ª giornata | Foggia                   | 0 – 2 A tav. referto | Pro Italia | \| Arbitro: \| Trama (Torre Annunziata) \| |
| Arbitro:                           | Trama (Torre Annunziata) |                      |            |                                            |

| Arbitro: | Gasparini |

|  |           |             |
|  | Marcatori | 69’ Cazzato |

#### Semifinali - Girone B

##### Girone di andata
| Arbitro: | Reichlin (Napoli) |

|               |           |          |
| Palmisano 79’ | Marcatori | 4’ Degni |

| Arbitro: | Esposito (Napoli) |

|                          |           |                                        |
| Negri 55’ Frangipane 77’ | Marcatori | 10’ Catapano 22’, 64’ (rig.) Palmisano |

| Arbitro: | Gregorio (Messina) |

|                                                   |           |                                    |
| Cazzato 6’ Mongelli 26’ Palmisano 27’, 84’ (rig.) | Marcatori | 23’ Santucci 70’ (rig.) Morresi II |

| Arbitro: | Battucci (Ancona) |

|              |           |            |
| Mongelli 61’ | Marcatori | 47’ Kargus |

##### Girone di ritorno
| Arbitro: | Gambi (Padova) |

|                              |           |              |
| Bukovi 38’ Maneschi 55’, 67’ | Marcatori | 86’ Mongelli |

| Taranto 9 maggio 1926 7ª giornata | Pro Italia | 2 – 0 A tav. per forfait referto | Palermo |  |

| Macerata 23 maggio 1926 9ª giornata | Maceratese | 0 – 2 A tav. per forfait referto | Pro Italia |  |

| Arbitro: | Bellucci (Roma) |

|                 |           |             |
| Kargus 53’, 56’ | Marcatori | 50’ Cazzato |

## Statistiche

### Statistiche di squadra
| Competizione                      | Punti | In casa | In casa | In casa | In casa | In casa | In casa | In trasferta | In trasferta | In trasferta | In trasferta | In trasferta | In trasferta | Totale | Totale | Totale | Totale | Totale | Totale | DR  |
| Competizione                      | Punti | G       | V       | N       | P       | Gf      | Gs      | G            | V            | N            | P            | Gf           | Gs           | G      | V      | N      | P      | Gf     | Gs     | DR  |
| --------------------------------- | ----- | ------- | ------- | ------- | ------- | ------- | ------- | ------------ | ------------ | ------------ | ------------ | ------------ | ------------ | ------ | ------ | ------ | ------ | ------ | ------ | --- |
| Prima Divisione - girone pugliese | 14    | 4       | 3       | 1       | 0       | 7       | 2       | 4            | 3            | 1            | 0            | 7            | 2            | 8      | 6      | 2      | 0      | 14     | 4      | +10 |
| Prima Divisione - semifinali Sud  | 10    | 4       | 2       | 2       | 0       | 8       | 4       | 4            | 2            | 0            | 2            | 7            | 7            | 8      | 4      | 2      | 2      | 15     | 11     | +4  |
| Totale                            | -     | 8       | 5       | 3       | 0       | 15      | 6       | 8            | 5            | 1            | 2            | 14           | 9            | 16     | 10     | 4      | 2      | 29     | 15     | +14 |

### Statistiche dei giocatori
| Giocatore      | Prima Divisione | Prima Divisione |
| Giocatore      | Presenze        | Reti            |
| -------------- | --------------- | --------------- |
| Ascanelli      | 10              | 0               |
| Bertucci       | 12              | 3               |
| Candela        | 7               | 0               |
| L. Catapano    | 14              | 1               |
| Cazzato        | 10              | 3               |
| Chirulli       | 3               | 0               |
| Cinto          | 1               | 0               |
| Costagliola    | 1               | 0               |
| De Pasquale    | 6               | 2               |
| C. Di Donna    | 13              | 0               |
| Friuli (I)     | 12              | 0               |
| G. Friuli (II) | 10              | 0               |
| Gurattini      | 1               | 0               |
| Longhi         | 2               | 0               |
| Maggiani       | 1               | 0               |
| Manganello     | 1               | 0               |
| Minieri        | 2               | 0               |
| Mongelli       | 14              | 4               |
| Muzzio         | 2               | 0               |
| L. Palmisano   | 14              | 10              |
| G. Pieri       | 13              | -15             |
| Pignatelli     | 1               | 0               |
| Rambaldo       | 1               | 0               |
| Scrimi         | 2               | 0               |
| Soliuti        | 1               | 0               |